# Jamasita Tomojuki
Jamasita Tomojuki (1885. november 8. – 1946. február 23.) a Japán Császári Hadsereg (Daj-Nippon Tejkoku Rikugun) tábornagya, az egyik legtehetségesebb japán szárazföldi katonai vezető a második világháborúban, „Malájföld Tigrise”: a 25. hadsereg az ő irányításával rohanta le 1942-ben (gyakran biciklivel a dzsungelen át) Brit Malájföldet és Szingapúrt. Jamasita vezérkarának utasítására Malájföldön a japán csapatok legalább 50 000 kínai származású civilt mészároltak le, mint megbízhatatlan elemeket. 1944–45-ben az ő csapatai védték a Fülöp-szigeteket az amerikai invázió ellen, felgyújtva többek között Manilát, és lemészárolva a főváros mintegy százezernyi lakosát, de az amerikai hadsereg második világháborús csendes-óceáni összveszteségének is 40%-át okozva. Csak az általános fegyverletétel után adta meg magát. 1946-ban, még a tokiói per előtt egy öt amerikai tábornokból álló rögtönítélő bíróság halálra ítélte, és (az állítólag féltékeny) MacArthur áldásával kivégeztette. Ma már Jamasitát nem a parancsnoksága alatt álló csapatok által elkövetett súlyos háborús bűncselekmények elrendeléséért, hanem alárendeltjeinek a civil lakossággal szembeni tömeges vérengzései passzív tolerálásáért marasztalják el. 

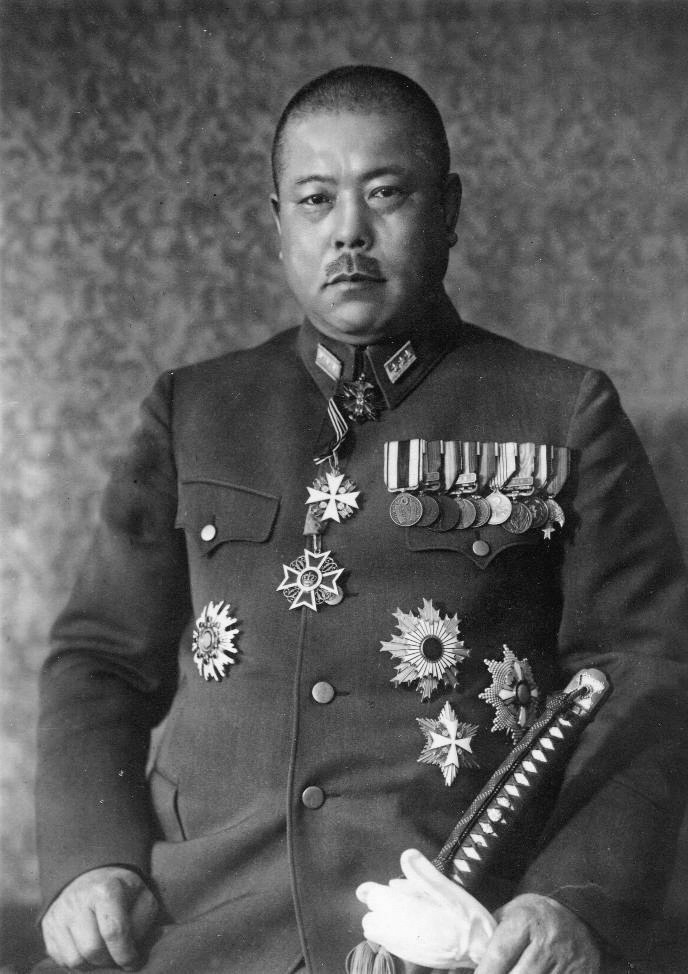
Jamasita Tomojuki japán tábornok.
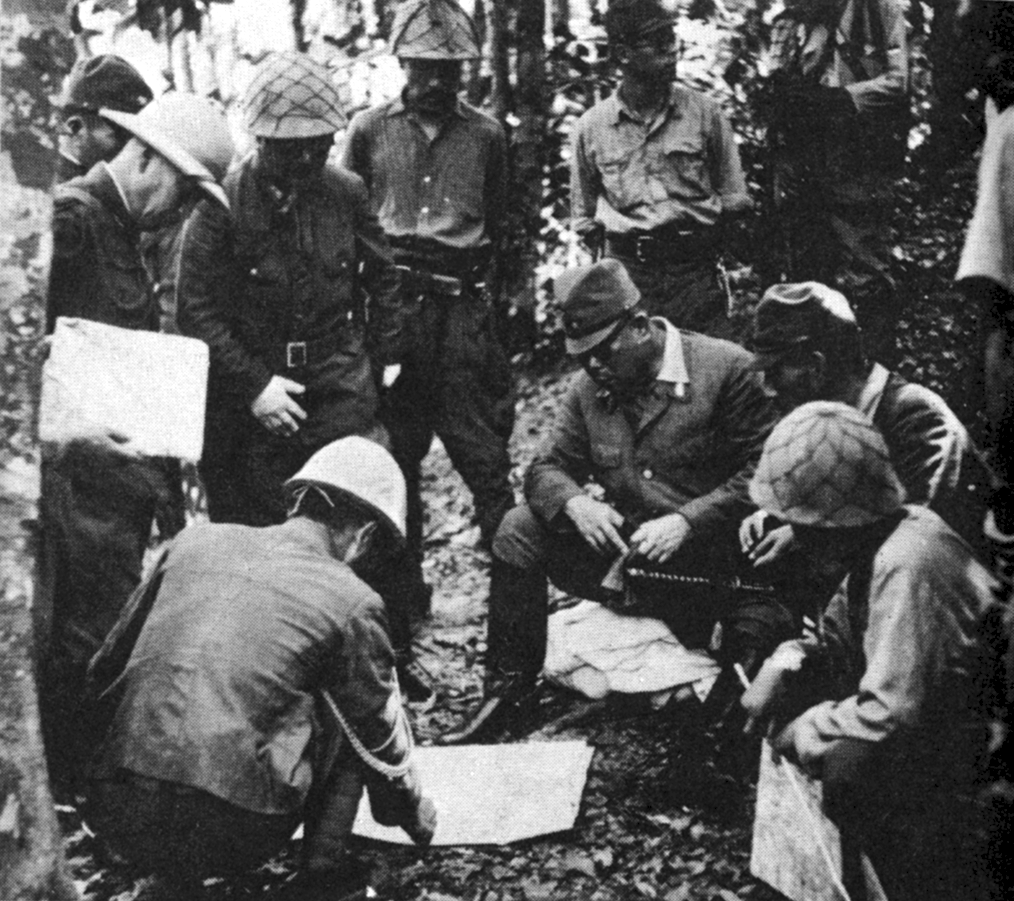
Jamasita a diadalmas malájföldi hadjárata során.
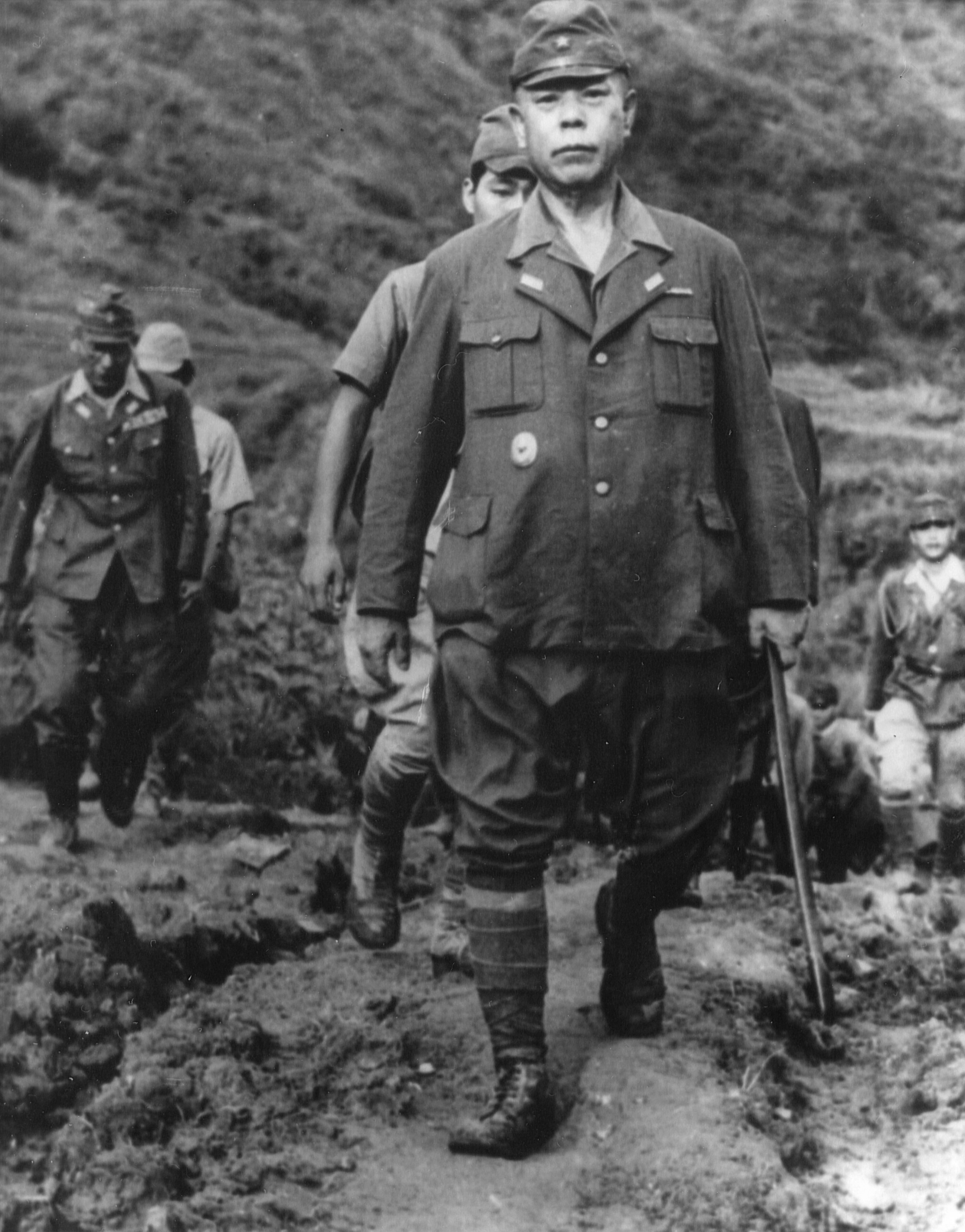
Jamasita Tomojuki tábornok és vezérkara kapitulációja.
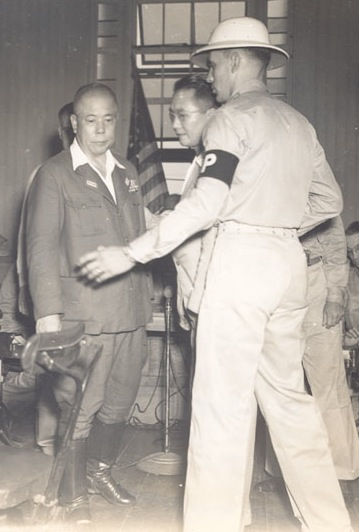
Jamasita közvetlenül halálos ítéletének kihirdetését követően.
A Japán Császári Hadsereg tábornagyi rangjelzése, ez volt Jamasita legmagasabb rangja.